# Jürgen Schütz
Jürgen „Charlie“ Schütz (* 1. Juli 1939 in Dortmund; † 19. März 1995) war ein deutscher Fußballspieler.

## Karriere
Nach seiner Zeit als Jugendspieler bei Urania Lütgendortmund kam „Charlie“ Schütz vor Beginn der Saison 1959/60 in die Oberliga West zu Borussia Dortmund. Als technisch sehr starker und torgefährlicher Mittelstürmer wurde er bereits in seiner ersten Spielzeit mit 31 Treffern Torschützenkönig der Liga, auch 1960/61 (27 Tore) und 1962/63 (25 Tore) war er treffsicherster Schütze der Oberliga West. In 114 Oberligabegegnungen gelangen ihm 100 Treffer, zudem erzielte er in zwölf Endrundenspielen elf Tore – eine Traumquote in einer wahrlich nicht schwachen Spielklasse. Sein Sturmpartner in dieser Zeit war Friedhelm Konietzka, mit dem er sich blendend verstand. „Charlie“ Schütz und „Timo“ Konietzka wurden auch als „Max und Moritz“ bezeichnet.
Zwischen 1960 und 1963 absolvierte Schütz sechs Länderspiele unter Nationaltrainer Sepp Herberger. In der Nationalelf wurde er auch als halbrechter Stürmer eingesetzt, neben Uwe Seeler, den er aber ebenso wenig wie viele andere Mittelstürmer der 1960er von seinem Stammplatz in der deutschen Nationalmannschaft verdrängen konnte.
Nach dem Gewinn der deutschen Meisterschaft 1963 wechselte Schütz von Dortmund in die italienische Serie A; neben der AS Rom, der ihn für 450.000 DM verpflichten konnte und vorübergehend zum ACR Messina auslieh, waren die AC Turin und Brescia Calcio seine Stationen südlich der Alpen. Zur Spielzeit 1968/69 kehrte Schütz nach Deutschland zurück und spielte zuerst für den TSV 1860 München und ab 1969 wieder für Borussia Dortmund, jetzt als offensiver Mittelfeldspieler. Nach dem Abstieg des BVB 1972 wechselte Schütz in die Verbandsliga Westfalen zu Rot-Weiss Lüdenscheid. Hier bestach er als Spielmacher durch geniale Pässe und bemerkenswerte Freistoßtore. Am Saisonende stieg der Verein, auch dank Schütz’ Regiekünste, in die Regionalliga West auf. Schütz absolvierte 1973/74 lediglich drei Regionalligaspiele für RW Lüdenscheid. Danach überwarf er sich mit Trainer Nagerski, der ihn, da er dessen körperliche Regionalliga-Tauglichkeit mittlerweile infragestellte, vorübergehend in die 2. Mannschaft verbannte, was Schütz nicht akzeptierte, so dass er seine Karriere beendete.

## Nach der Karriere
Nach seiner aktiven Laufbahn war Schütz unter anderem als Gastwirt tätig. Er starb an Kehlkopfkrebs. Im Jahr 2012 wurde die nach ihm benannte Jürgen-Schütz-Straße in Dortmund-Brackel, in der Nähe des Trainingszentrums des BVB, eingeweiht.

## Erfolge
- Deutscher Meister 1963
- Finalist Deutsche Meisterschaft 1961
- Torschützenkönig der Oberliga West 1959/60 (31 Tore), 1961 (27), 1963 (25)